# Eleutherochir opercularis
Eleutherochir opercularis és una espècie de peix de la família dels cal·lionímids i de l'ordre dels perciformes.
Els adults poden assolir 11 cm de longitud total. És un peix de clima tropical i demersal. Es troba a l'Índia (incloent-hi les Illes Andaman), Indonèsia, el Japó (incloent-hi les Illes Ryukyu), Papua Nova Guinea, les Filipines i Sri Lanka.
És inofensiu per als humans.